# Archidiocèse orthodoxe antiochien de Santiago et de tout le Chili

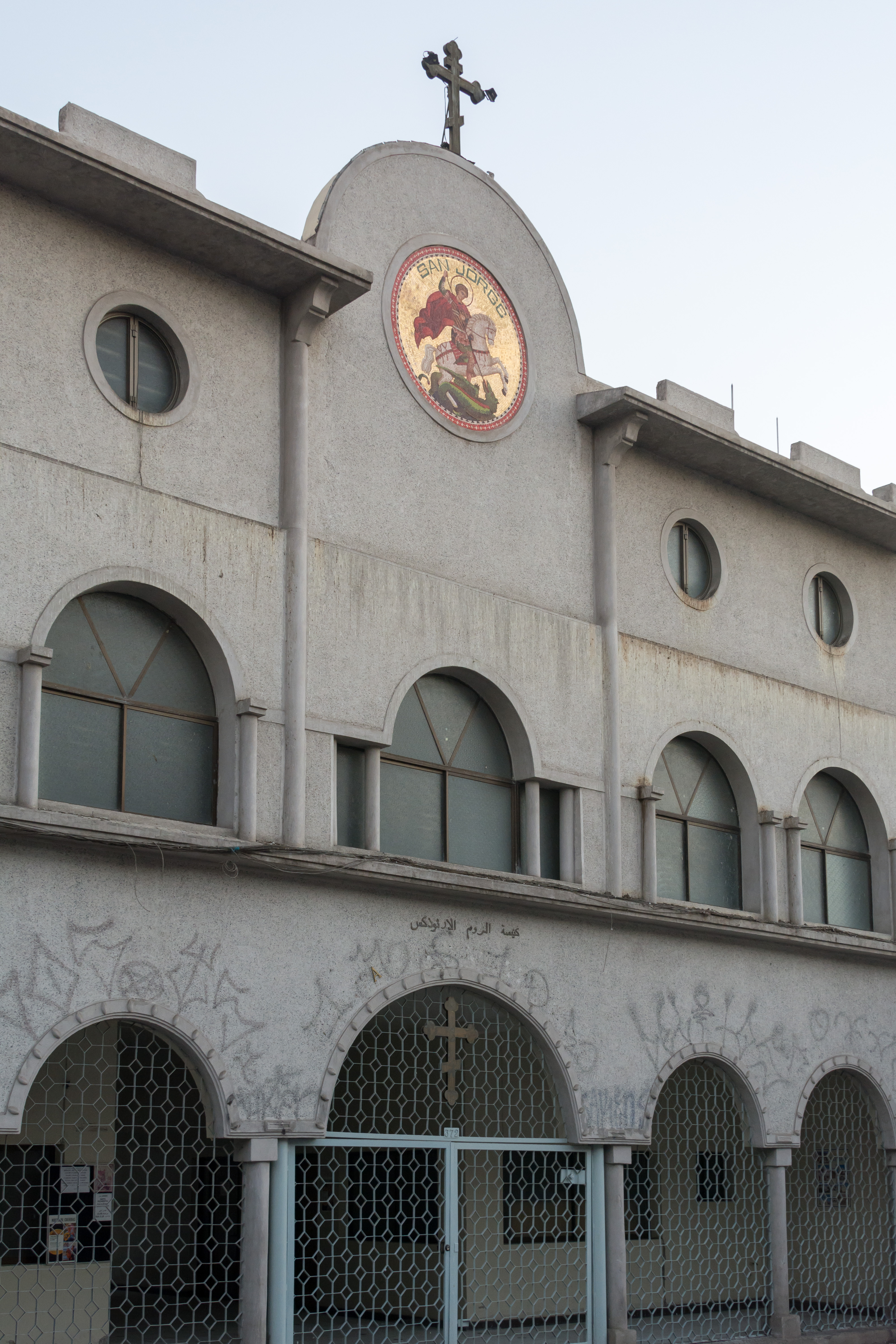
La cathédrale orthodoxe Saint-Georges de Recoleta.

L'archidiocèse orthodoxe antiochien de Santiago et de tout le Chili est une circonscription de l'Église orthodoxe d'Antioche. Il a son siège à Santiago.